# Condado de Skamania
O Condado de Skamania é um dos 39 condados do estado americano de Washington. A sede de condado é Stevenson, e sua maior cidade é Stevenson. O condado possui uma área de 4,361 km², uma população de 9,872 habitantes, e uma densidade populacional de 2 hab/km² (segundo o censo nacional de 2000).